# 414
El 414 (CDXIV) fou un any comú començat en dijous del calendari julià.

## Esdeveniments
- Noces de Gal·la Placídia i Ataülf. Els visigots ocupen la Tarraconense i estableixen la cort a Barcelona.
- Comença la traducció dels textos budistes al xinès.